# 宁荣街
宁荣街位于石家庄正定县，是1984年中国中央电视台拍摄电视剧《红楼梦》时搭设的外景地，当时严格依照小说《红楼梦》的描写，建造的明清风格的建筑群，总长为200米的街道，包括51家各种店铺，以及总建筑面积4700平方米的荣国府。现已成为一处旅游胜地。
建造宁荣街时正定的县委书记是习近平。